# Automobilfabrik Perl

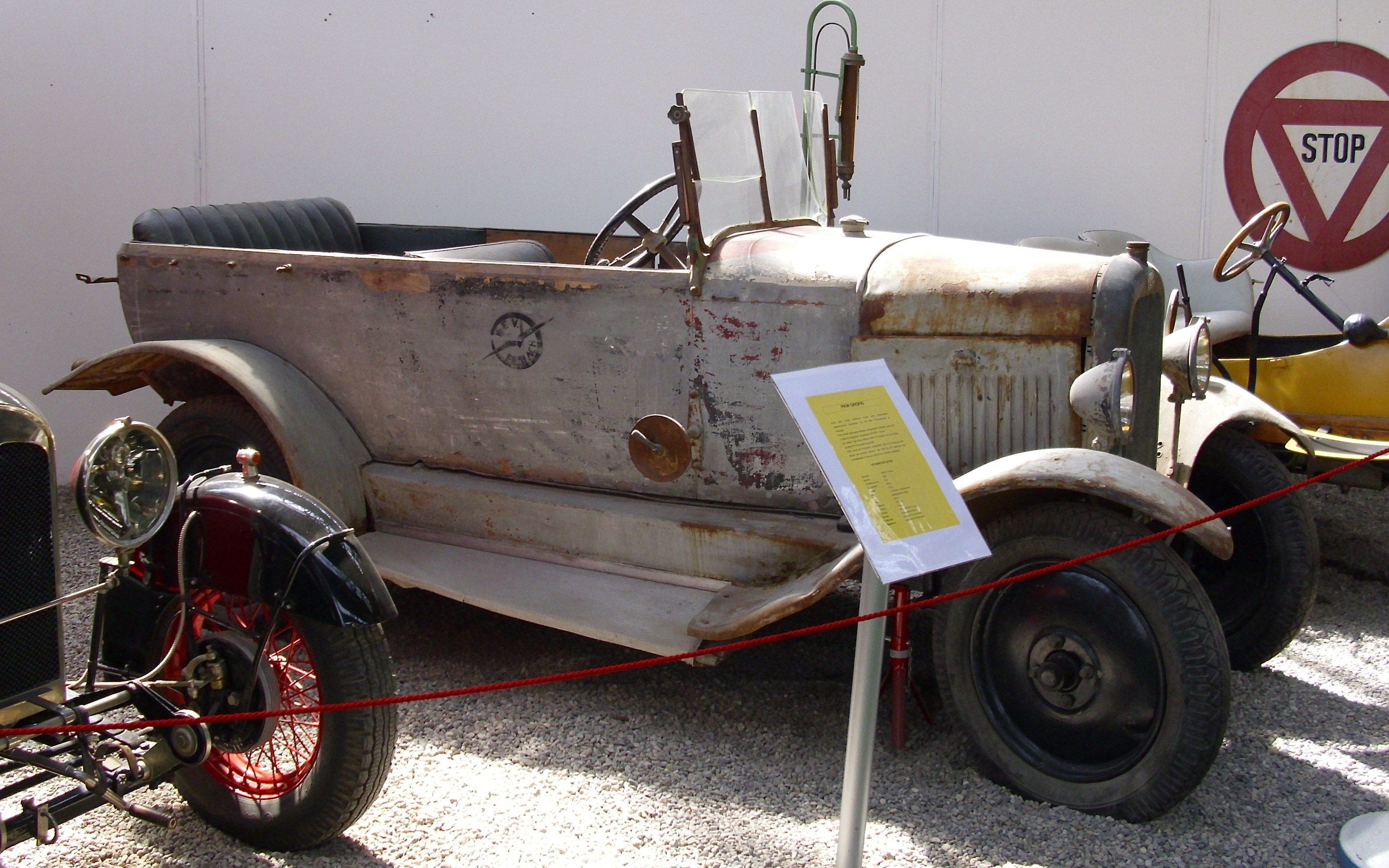
Perl del 1924

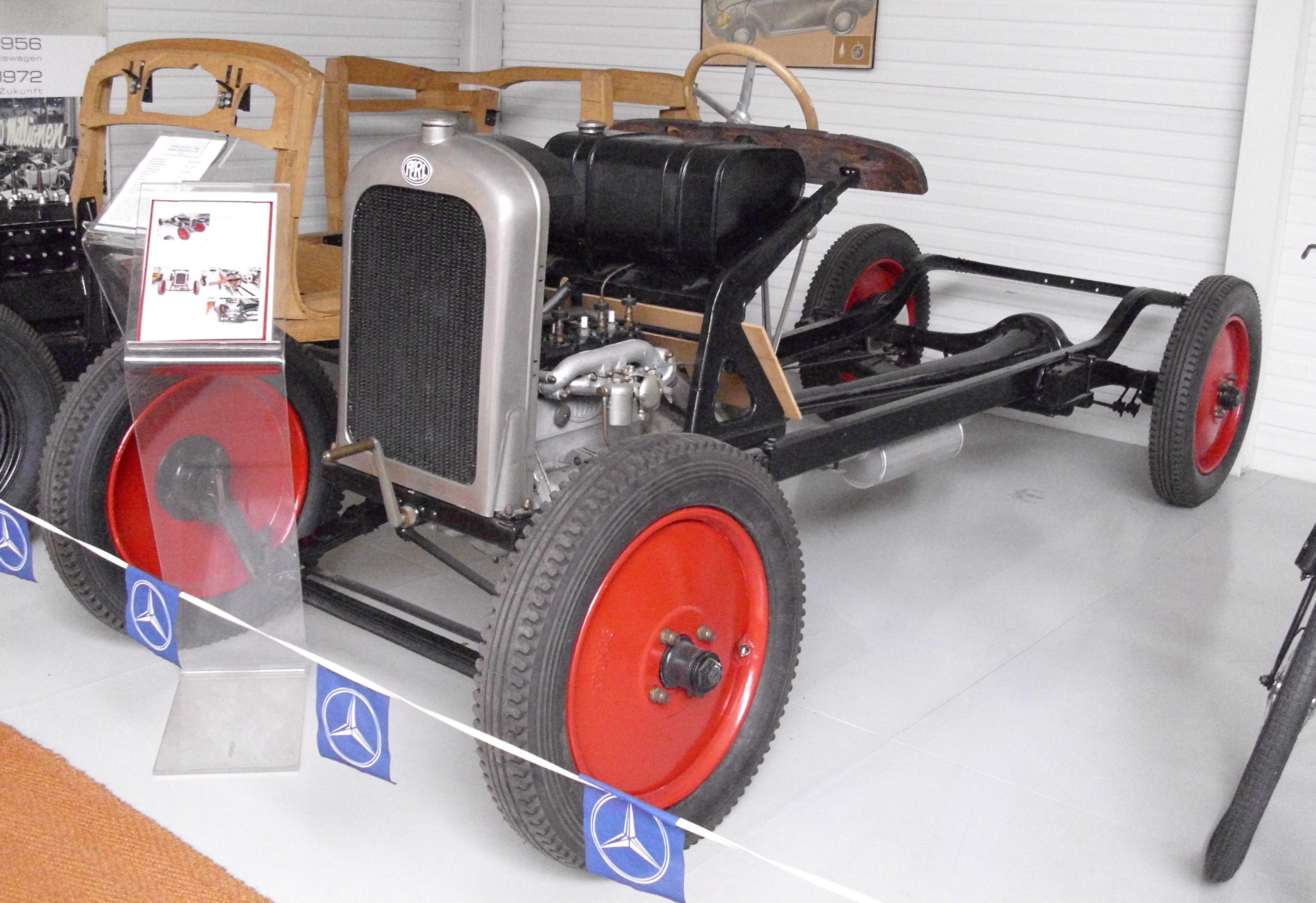
Perl 4/17 PS Suprema (incompleta) del 1925

La Automobilfabrik Perl AG fu una casa automobilistica austriaca.

## Storia
L'azienda nacque a Vienna-Liesing agli inizi del 1922. Nel 1929 vi fu la fusione con Gräf & Stift. Nel 1951 la produzione riprese e finì nel 1954.

## Veicoli
Nel 1922 venne costruita la 3/10 PS con motore quattro cilindri di 800 cm³ cilindrata. Tre posti e  Roadster. Nel 1924 il modello 3/14 PS con stesso motore e carrozzeria Coupé e Limousine. Il modello  4/17 PS Suprema fu del 1925 e prodotto dal 1926.
Tra il 1951 e il 1954 venne prodotta la Kleinstwagen Champion 250, su licenza della tedesca Champion 250. Zweitaktmotor di 250 cm³ e 9 PS.
Un esemplare è presente al museo "Historama" di Ferlach.